# Свистун бугенвільський
Свистун бугенвільський (Pachycephala richardsi) — вид горобцеподібних птахів родини свистунових (Pachycephalidae). Ендемік Папуа Нової Гвінеї. Бугенвільський свистун вважався конспецифічним з меланезійським свистуном, в 2014 році був визнаний окремим видом..

## Опис
Довжина птаха становить 16,5 см, вага 33-38 г. У чамця голова і груди чорні, верхня частина тіла оливкова, нижня частина тіла жовта. У самиць груди світло-сірі. Очі темно-карі, дзьоб чорний, лапи темно-сірі.

## Поширення і екологія
Бугенвільський свистун є ендеміком острова Бугенвіль в архіпелазі Соломонових островів. Вони живуть у вологих гірських тропічних лісах на висоті від 1200 до 2000 м над рівнем моря.